# Ralph Lauren Corporation
Ralph Lauren Corporation er en amerikansk modevirksomhed, der producerer produkter fra midtersegmentet til luksusvarer. Ralph Lauren Corporation har hovedkvarter i New York City og blev grundlagt i 1967 af modedesigneren Ralph Lauren.
De er særlig kendt for beklædning, marketing og distribution af produkter i fire kategorier: tøj, hjem, accessories og dufte. Virksomhedens varemærker inkluderer midtersegment-brandet Chaps, de lidt finere Lauren Ralph Lauren, de endnu finere Polo Ralph Lauren, Double RL, Ralph Lauren Childrenswear, Denim & Supply Ralph Lauren og Club Monaco og deres luksusmærker Ralph Lauren Purple Label og Ralph Lauren Collection.